# Јелица Миловановић
Јелица Миловановић (Београд, 9. јул 1922 — Јајинци, код Београда, 17. децембар 1941), учитељица и учесница Народноослободилачке борбе.

## Биографија
Рођена је 9. јула 1922. године у Београду, од мајке Катарине (рођене Цветковић) и оца Цветка. Имала је четири млађе сестре: Даницу, Олгу, Веру и Наду и најмлађег брата Драгана. Због симпатисања комунистичког покрета, оцу је још пре почетка Другог светског рата одузета пекарска радња, па је породица тешко живела.
Четворогодишњу основну школу, четири разреда гимназије и потом Учитељску школу је завршила у Београду. Непосредно пред почетак Другогог светског рата у Југославији, марта 1941. године добила је своју прву службу у селу Ропочеву, код Сопота.
Још као ученица гимназије приступила је омладинском револуционарном покрету. У чланство Савеза комунистичке омладине Југославије (СКОЈ), примљена је 1938. године, а у чланство Комунистичке партије Југославије (КПЈ) 1939. године. После окупације Југославије, 1941. године активно се укључила у припреме за организовање устанка. У току јула 1941. године укључена је у руководство Среског комитета КПЈ за Космај и одређена за секретара Среског комитета СКОЈ-а за Космај.
У току лета 1941. године обилазила је села по Космајском срезу и активно радила на оргнизовању и јачању партијских и скојевских организација, а посебно је радила на укључивању омладине у Народноослободилачки покрет (НОП) и њиховом прикључивању Космајском партизанском одреду. Радила је заједно са Александром Цаном Марјановић, учитељицом из села Поповић, која је такође била чланица СК КПЈ за Космај. Често је одлазила код фамилије у окупирани Београд и на тај начин је одржавала курирску везу између СК КПЈ за Космај са Окружним комитетом КПЈ за Београд и Покрајинским комитетом КПЈ за Србију, преносила летке и оружје.
Јеличин активан рад није остао неопажен. Њен рад је дуже време пратио Милан Радојевић, богослов из Ропочева, који је био симпатизер Димитрија Љотића. Јелица је 14. октобра отишла на састанак Среског комитета КПЈ за Космај, који је одржан у колиби Драгољуба Јовановића, из Парцана. На састанку је добила неколико летака, које је понела са собом, а приликом повратка у Ропочево, ноћила је у Парцанима. Приликом повратка у Ропочево, 16. октобра 1941. године сачекали су је богослов Милан Радојевић и Ратко Милошевић, четник војводе Милије Мајсторовића, који су је претресли. Пошто су код ње у капуту и коферу, пронашли два партијска летка, предали су је Недићевој жандармерији, која ју је спровела у Сопот.
После краћег мучења у Сопоту, пошто ништа није хтела да каже о свом партијском раду, предата је Специјалној полицији Управе града Београда. Агенти Специјалне полиције су наставили са испитивањима и мучењима. Јелица је била оптужена да је учествовала у акцијама Космајског партизанског одреда. Пред иследницима се добро држала и никога од својих другова није одала, па је 16. децембра била пребачена у Бањички логор. У логору се није дуго задржала, јер је већ сутрадан била стрељана.
Стрељана је 17. децембра 1941. године на стрелишту у Јајинцима, код Београда, заједно са групом београдских комуниста, међу којима су били Вукица Митровић и Милош Матијевић Мрша, руководиоци Месног комитета КПЈ за Београд.
Указом Председништва АВНОЈ-а постхумно је 6. јула 1945. одликована Орденом братства и јединства првог реда.
У знак сећања на Јелицу Миловановић, њено име од 1956. године носи основна школа у Сопоту. Такође, њено име од 1947. носи и Дом ученика средњих школа у Београду, у Крунској улици, као и једна улица у центру Сопота.